# Agros

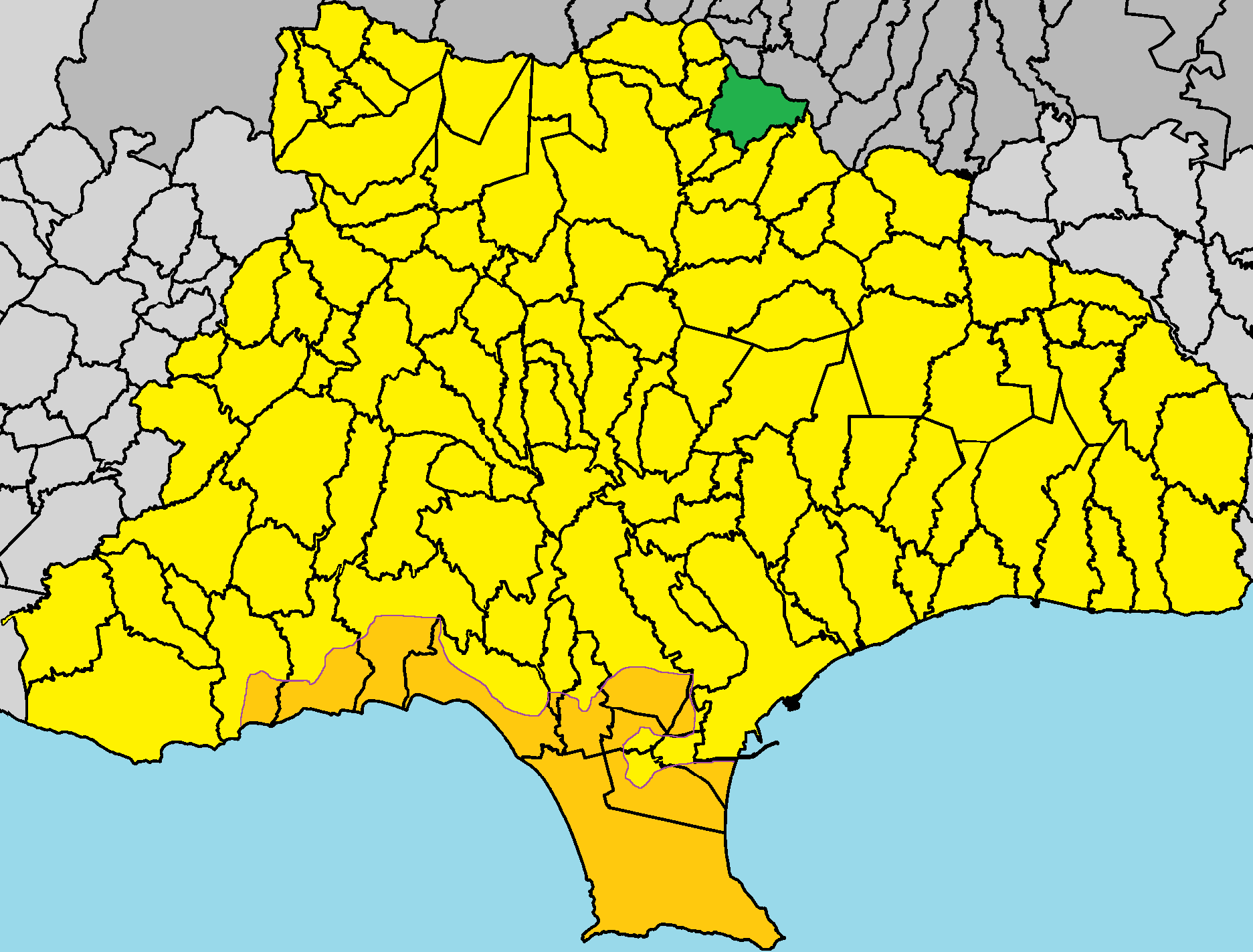
Lage im Bezirk Limassol

Agros (griechisch Αγρός) im Bezirk Limassol der Republik Zypern ist mit 844 Einwohnern (Stand: Census 1. Oktober 2021) eines der größeren Dörfer im Troodos-Gebirge auf der Mittelmeerinsel Zypern. 
Es liegt auf 1100 Metern Höhe und rühmt sich als Fremdenverkehrsort für sein gesundes Klima. In Agros wird Rosenwasser, Rosenöl, Rosenlikör und Rosenwein hergestellt und zum größten Teil exportiert.
Von anderen zypriotischen Dörfern mit ähnlicher Einwohnerzahl unterscheidet es sich durch seine Infrastruktur: Krankenhaus, Tierklinik, Seniorenheim, Kinderbetreuung für die Kleinen bis zwei Jahre, Vorschulkindergarten, Grundschule, High School und ein Hallen-Sportzentrum – Maßnahmen, die getroffen wurden, um der Abwanderung der Jugend entgegenzuwirken, die damit auch gestoppt werden konnte.

## Sehenswürdigkeiten
Die Scheunendachkirche der Metamorphosis, die zum UNESCO-Welterbe Bemalte Kirchen im Gebiet von Troodos gehört, steht in der Nähe des Dorfes bei Palaichori. In ihr sind byzantinische Fresken zu sehen.

## Städtepartnerschaften
Agros ist Mitglied der Douzelage.

## Nachweise
1. ↑  Population Enumerated by District, Municipality/Community, Quarter, Sex and Age, 1.10.2021. Statistischer Dienst der Republik Zypern (CYSTAT), abgerufen am 23. Juli 2025 (englisch).
2. ↑  agros.org.cy:
 Τοπικά Προϊόντα. Abgerufen am 27. März 2019 (griechisch)
3. ↑  agros.org.cy: Services. Abgerufen am 27. März 2019
4. ↑  Website Douzelage (Memento vom 18. Januar 2010 im Internet Archive)